# Harry Roeck-Hansen
Harry Roeck-Hansen (13 de junio de 1891 - 8 de agosto de 1959) fue un actor y director teatral de nacionalidad sueca.

## Biografía
Nacido en Estocolmo, Suecia, su verdadero nombre era Harry Hansen. Roeck-Hansen cursó estudios en la escuela de interpretación del Teatro Dramaten entre 1911 y 1914, siendo después contratado para actuar en Gotemburgo. Fue director en el Teatro Sueco de Helsinki entre 1925 y 1927, y en el Blancheteatern de Estocolmo entre 1928 y 1955.
Debutó en el cine en 1917 con el film de Georg af Klercker Ett konstnärsöde, y a lo largo de su carrera participó en un total de 17 producciones cinematográficas.
Harry Roeck-Hansen falleció en Estocolmo, Suecia, en 1959, y fue enterrado en el Cementerio Norra begravningsplatsen de dicha ciudad. Había estado casado con las actrices Ester Roeck-Hansen (entre 1919 y 1946) y Ruth Stevens. 

## Teatro

### Actor (selección)
- 1912 : Mostellaria, de Plauto, escenografía de Oscar Lindskog,  Komediteatern[2]
- 1915 : Äventyret, de Gaston Arman de Caillavet y Robert de Flers, escenografía de Karl Hedberg, Teatro Dramaten
- 1917 : Den gröna fracken, de Gaston Arman de Caillavet y Robert de Flers, escenografía de Gustaf Linden, Lorensbergsteatern[3][4]
- 1917 : Anatol, de Arthur Schnitzler, Lorensbergsteatern[5]
- 1923 : Ebberöds bank, de Axel Breidahl y Axel Frische, escenografía de Sigurd Wallén, Södra Teatern[6]
- 1925 : Dubbelexponering, de Avery Hopwood, escenografía de Mathias Taube, Blancheteatern[7]
- 1927 : Det farliga året, de Rudolf Lothar y Hans Bachwitz, escenografía de Harry Roeck-Hansen, Blancheteatern[8]
- 1927 : Livets gång, de Clemence Dane, escenografía de Harry Roeck-Hansen, Blancheteatern[9]
- 1928 : Domprosten Bomander, de Mikael Lybeck, escenografía de Harry Roeck-Hansen, Blancheteatern[10]
- 1928 : Hertiginnan av Elba, de Rudolf Lothar y Oscar Winterstein, escenografía de Harry Roeck-Hansen, Blancheteatern[11]
- 1929 : Hotell Pompadour, de Walter Hackett, escenografía de Harry Roeck-Hansen, Blancheteatern[12]
- 1930 : Den heliga lågan, de W. Somerset Maugham, escenografía de Harry Roeck-Hansen, Blancheteatern[13]
- 1931 : Bandet, de August Strindberg, escenografía de Harry Roeck-Hansen, Blancheteatern[14]
- 1931 : Till polisens förfogande, de Max Alsberg y Otto Ernst Hesse, escenografía de Harry Roeck-Hansen, Blancheteatern[15]
- 1932 : Harrys bar, de Berndt Carlberg y Gösta Chatham, escenografía de Nils Johannisson, Blancheteatern[16]
- 1932 : Urspårad, de Karl Schlüter, escenografía de Svend Gade, Blancheteatern[17]
- 1933 : Noche de reyes, de William Shakespeare, escenografía de Per Lindberg, Blancheteatern[18]
- 1934 : Treklang, de Helge Krog, escenografía de Per Lindberg, Blancheteatern[19]
- 1934 : Razzia, de Kar de Mumma, escenografía de Harry Roeck-Hansen, Blancheteatern[20]
- 1935 : Processen Bennet, de Edward Wooll, escenografía de Harry Roeck-Hansen, Blancheteatern[21]
- 1937 : Hans första premiär, de Svend Rindom, escenografía de Harry Roeck-Hansen, Blancheteatern[22]
- 1943 : El padre, de August Strindberg, escenografía de Helge Hagerman, Blancheteatern[23]
- 1943 : Rus, de Rudolf Värnlund, escenografía de Per Lindberg, Blancheteatern[24]

### Director (selección)
- 1927 : Håkansbergsleken, de Einar Holmberg, Blancheteatern
- 1927 : Det farliga året, de Rudolf Lothar y Hans Bachwitz, Blancheteatern
- 1927 : The way things happen, de Clemence Dane, Blancheteatern
- 1928 : Bobbys sista natt, de James Barclay, Blancheteatern
- 1928 : The fanatics, de Miles Malleson, Blancheteatern
- 1928 : Domprosten Bomander, de Mikael Lybeck, Blancheteatern
- 1928 : Die Herzogin von Elba, de Rudolf Lothar y Oscar Winterstein, Blancheteatern
- 1928 : The Trial of Mary Dugan, de Bayard Veiller, Blancheteatern
- 1929 : Påsk, de August Strindberg, Blancheteatern
- 1929 : Maya, de Simon Gantillon, Blancheteatern
- 1929 : Other men's wives, de Walter Hackett, Blancheteatern
- 1929 : This Thing Called Love, de Edwin J. Burke, Djurgårdsteatern[25]
- 1929 : A bill of divorcement, de Clemence Dane, Blancheteatern
- 1929 : The letter, de W. Somerset Maugham, Blancheteatern
- 1929 : Tell me the truth, de Leslie Howard, Blancheteatern
- 1930 : Une vie secrete, de Henri-René Lenormand, Blancheteatern
- 1930 : The sacred flame, de W. Somerset Maugham, Blancheteatern
- 1930 : Das Geld auf der Straße, de Rudolf Bernauer y Rudolf Oesterreicher, Blancheteatern
- 1930 : | Storken, de Thit Jensen, Blancheteatern
- 1931 : Bandet, de August Strindberg, Blancheteatern
- 1931 : Kvadratura kruga, de Valentin Katajev, Blancheteatern
- 1931 : Madame ordnar allt, de M. Aubergson, Blancheteatern
- 1931 : Sex appeal, de Frederick Lonsdale, Blancheteatern
- 1931 : Underveis, de Helge Krog, Blancheteatern
- 1931 : Voruntersuchung, de Max Alsberg y Otto Ernst Hesse, Blancheteatern
- 1932 : Kamrat Arina står brud, de I.M. Wolkow, Blancheteatern
- 1932 : Syndafloden, de Henning Berger, Blancheteatern
- 1932 : Hotellrummet, de Pierre Rocher, Blancheteatern
- 1932 : Prenez garde a la peinture, de René Fauchois, Blancheteatern
- 1933 : Livet har rätt, de Dicte Sjögren, Blancheteatern
- 1933 : Mollusken, de Hubert Henry Davies, Blancheteatern[26]
- 1933 : Spillror, de Dicte Sjögren, Blancheteatern
- 1934 : Getting Gertie's Garter, de Avery Hopwood, Blancheteatern
- 1934 : Razzia, de Kar de Mumma, Blancheteatern
- 1934 : Mädchen in Uniform, de Christa Winsloe, Blancheteatern
- 1935 : Processen Bennet, de Edward Wooll, Blancheteatern
- 1935 : Strange orchestra, de Rodney Ackland, Blancheteatern
- 1935 : Härmed hava vi nöjet, de Kar de Mumma, Karl-Ewert y Alf Henrikson, Blancheteatern[27]
- 1935 : The shining hour, de Keith Winters, Blancheteatern
- 1936 : Bättre mans barn, de Gertrude Friedberg, Blancheteatern
- 1936 : Hm, sade greven, de Kar de Mumma, Blancheteatern
- 1936 : Children to bless you, de G.S. Donisthorpe,  Blancheteatern
- 1936 : The children's hour, de Lillian Hellman, Blancheteatern
- 1937 : The Queen's Husband, de Robert E. Sherwood,  Blancheteatern
- 1937 : Hans första premiär, de Svend Rindom, Blancheteatern
- 1937 : My son's my son, de D. H. Lawrence, Blancheteatern
- 1937 : Un homme comme les autres, de Armand Salacrou, Blancheteatern
- 1938 : Three Men on a Horse, de John Cecil Holm y George Abbott, Blancheteatern
- 1938 : Paria y Fordringsägare, de August Strindberg, Blancheteatern
- 1938 : Min hustru doktor Carson, de St. John Greer Ervine, Blancheteatern
- 1939 : Leka med elden y Fordringsägare, de August Strindberg,| Blancheteatern
- 1939 : Madame Bovary, de Gaston Baty, Blancheteatern
- 1939 : Les parents terrible, de Jean Cocteau, Blancheteatern
- 1939 : The flashing stream, de Charles Morgan, Blancheteatern
- 1940 : Tony Draws A Horse, de Lesley Storm, Blancheteatern
- 1940 : | I have been here before, de J. B. Priestley, Blancheteatern
- 1940 : Duo, de Paul Géraldy y Colette, Blancheteatern
- 1940 : No time for comedy, de Samuel Nathaniel Behrman, Blancheteatern
- 1941 : Tío Vania, de Antón Chéjov, Blancheteatern
- 1941 : The Talley method, de Samuel Nathaniel Behrman, Blancheteatern
- 1942 : Candida, de George Bernard Shaw, Blancheteatern
- 1942 : The light of heart, de Emlyn Williams, Blancheteatern
- 1942 : Old acquaintance, de John Van Druten, Blancheteatern
- 1943 : The moon is down, de John Steinbeck, Blancheteatern
- 1943 : J'ai dix-sept ans, de Paul Vandenberghe, Blancheteatern
- 1943 : The little foxes, de Lillian Hellman, Blancheteatern
- 1944 : The mornings at seven, de Paul Osborn, Blancheteatern
- 1944 : El jardín de los cerezos, de Antón Chéjov, Blancheteatern
- 1944 : The animal kingdom, de Philip Barry, Blancheteatern
- 1945 : The Searching Wind, de Lillian Hellman, Blancheteatern
- 1945 : La importancia de llamarse Ernesto, de Oscar Wilde, Blancheteatern
- 1946 : Espectros, de Henrik Ibsen, Blancheteatern
- 1946 : You never can tell, de George Bernard Shaw, Blancheteatern
- 1948 : Fettpärlan, de Gösta Sjöberg, Blancheteatern
- 1951 : Swedenhielms, de Hjalmar Bergman, Blancheteatern
- 1952 : The country girl, de Clifford Odets, Blancheteatern
- 1953 : Le moulin de la galette, de Marcel Achard, Blancheteatern
- 1954 : En av oss, de Lars-Levi Læstadius, Blancheteatern
- 1954 : Casa de muñecas, de Henrik Ibsen, Blancheteatern

## Filmografía (selección)
- 1917 : Ett konstnärsöde
- 1918 : Spöket på Junkershus
- 1922 : Thomas Graals myndling
- 1923 : Andersson, Pettersson och Lundström
- 1924 : Grevarna på Svansta
- 1925 : Karl XII del II
- 1925 : Karl XII
- 1931 : Hotell Paradisets hemlighet
- 1933 : Vad veta väl männen?
- 1934 : Äventyr på hotel
- 1935 : Äktenskapsleken
- 1936 : Bröllopsresan
- 1940 : Familjen Björck
- 1941 : I paradis...
- 1945 : Skådetennis

### Director
- 1926 : Murtovarkaus''